# Кавказский 7-й стрелковый полк
7-й стрелковый Кавказский полк — пехотная часть русской императорской армии.
Старшинство — 28 декабря 1851. Полковой праздник — 17 октября.

## История
28 декабря 1851 сформирована сотня Гурийской милиции для охраны Озургетского уезда со стороны Османской империи. 20 февраля (5 марта) 1910 сформирован из 7-го Кавказского стрелкового батальона с добавлением чинов 2-го Карсского крепостного пехотного полка — 7-й Кавказский стрелковый полк. Входил в состав 2-й Кавказской стрелковой дивизии (которая в свою очередь входила в 4-й Кавказский армейский корпус) и дислоцировался, как и 8-й Кавказский стрелковый полк, в Эривани. 19 июля (1 августа) 1914 имел в составе 2 батальона, с 11 (24) декабря состоял из 3 батальонов, и с 31 октября (13 ноября) 1915 из 4 батальонов.

## Командиры
- 31.12.1899 — 31.08.1900 — полковник Чвалинский, Николай Иванович
- 31.08.1900 — 31.12.1901 — полковник Пушкарев, Николай Семёнович
- 30.01.1902 — 13.08.1902[2] — полковник Сакович, Станислав Иванович
- 02.09.1902 — 03.11.1902 — полковник Лечицкий, Платон Алексеевич
- 18.12.1902 — 29.07.1904 — полковник Ходаковский, Николай Игнатьевич
- 29.07.1904 — 25.06.1907 — полковник Юдин, Пётр Иванович
- 28.07.1907 — 29.08.1910 — полковник Руднев, Владимир Иванович
- 29.08.1910 — 27.03.1913 — полковник Никитин, Аполлинарий Васильевич
- 28.04.1913 — 02.03.1916 — полковник Образцов, Всеволод Иванович
- 02.03.1916 — 18.05.1917 — полковник Полтавцев, Владимир Николаевич
- 21.06.1917 — 30.09.1917 — полковник Шустов, Василий Ильич
- 30.09.1917 — 03.11.1917 — полковник князь Церетели, Иосиф Мельхиседекович
- 27.11.1917 — хх.хх.хххх[3] — полковник Какурин, Николай Евгеньевич

## Знаки отличия
1. Георгиевское знамя 7-го кавказского стрелкового батальона. На древко установлена скоба с надписью: «1851. Гурийская пешая сотня. 1878. За отличие в Турецкую войну в 1877 т 1878 годах. 1910. 7-го Кавказского стрелкового полка.»